# Al Rayyan (città)
Al-Rayyan (in arabo: الريان) è una città nell'omonima municipalità, Al Rayyan, in Qatar. La città e i suoi sobborghi costituiscono il più grande centro abitato del Qatar al di fuori di Doha vera e propria, immediatamente a est. Costituito da tutti i distretti nella sezione più orientale del comune, il suo confine occidentale è all'incirca dove l'autostrada Al Majd attraversa il comune. È considerata una parte dell'area metropolitana di Doha. È una delle sedi dei Mondiali in Qatar 2022.

## Etimologia
Il nome della città deriva dalla parola araba "ray", che si traduce in "irrigazione". Le è stato dato questo nome per la sua bassa elevazione, che gli permetteva di fungere da pianura alluvionale durante la stagione delle piogge e fornire un prolungato approvvigionamento idrico alle numerose piante e colture selvatiche che crescevano nella zona.

## Storia
Una fotografia aerea di Al Rayyan scattata dalla Royal Air Force durante una ricognizione il 9 maggio 1934.
Prima della massiccia espansione di Al Rayyan City, le due aree principali di Al Rayyan erano Old Al Rayyan e New Al Rayyan. Il vecchio Al Rayyan era costituito da molti villaggi tradizionali, mentre il nuovo Al Rayyan conteneva molte grandi ville occupate dai membri della famiglia regnante del Qatar. Man mano che la città di Al Rayyan cresceva, tutti gli insediamenti orientali del comune furono incorporati come distretti della città.

## Amministrazione

### Distretti
Due aree principali definiscono il centro storico della città: Old Al Rayyan (in arabo: الريان القديم; translit. Al Rayyan Al Qadeem') nella parte settentrionale, e New Al Rayyan (in arabo: الريان الجديد; translit. Al Rayyan Al Jadeed) nella Sud. Per quanto riguarda la città vera e propria, diversi distretti della città di Al Rayyan sono designati dal Ministero della municipalità e dell'ambiente, tra cui:
- Abu Hamour
- Al Azizia
- Al Gharrafa
- Al Luqta
- Al Waab
- Al Wajbah
- Gharrafat Al Rayyan
- Muraik
- Luaib
- Mehairja
- Baya

### Governo locale
Quando nel 1999 si sono svolte per la prima volta le libere elezioni del Consiglio municipale centrale in Qatar, la città di Al Rayyan era divisa in due circoscrizioni: la n.18, che aveva come sede New Al Rayyan, e il n.19, che aveva come sede Old Al Rayyan. Queste due circoscrizioni sarebbero rimaste indipendenti l'una dall'altra per le successive tre elezioni consecutive fino alle quinte elezioni comunali del 2015, quando furono fuse nella circoscrizione n.14, con New Al Rayyan come sede. Nel suo collegio elettorale sono inclusi anche Al Luqta, Lebday e Al Shagub.
Nelle elezioni municipali inaugurali del 1999, l'affluenza alle urne è stata del 78,3% nella circoscrizione n.18 dove è stato eletto Mohammed Hamoud Al Shafi, ottenendo il 37,9%, ovvero 256 voti. Nella circoscrizione n.19, ha vinto Mohammed Saleh Al-Marri, ricevendo il 66%, ovvero 264 voti. L'affluenza alle urne è stata bassa, al 37,7%. Alle elezioni successive, tenutesi nel 2002, Al Shafi ha mantenuto il seggio nel collegio n.19 mentre Faraj Saeed Al Aweer è stato eletto al n.18. Nelle successive elezioni del 2007, Al Shafi mantenne ancora una volta il suo posto nella circoscrizione n.19 mentre Hamad Hamad Al Haoul ha vinto le elezioni al n.18. Le elezioni del 2011 hanno visto sia Al Shafi che Haoul mantenere i loro seggi nelle rispettive circoscrizioni. Per le elezioni del 2015, dopo che i due collegi sono stati fusi in uno, rappresentante di lunga data del collegio n.19 Mohammed Hamoud Al Shafi è emerso come il vincitore delle elezioni.